# Vireux-Wallerand
 Vireux-Wallerand  (en valón Vireu-Walran) es una población y comuna francesa, en la región de Champaña-Ardenas, departamento de Ardenas, en el distrito de Charleville-Mézières y cantón de Givet.

## Demografía
| 1887 | 2231 | 2159 | 2035 | 2020 | 2034 |
| Para los censos de 1962 a 1999 la población legal corresponde a la población sin duplicidades (Fuente: INSEE [Consultar]) |      |      |      |      |      |